# Matthew Shirts
Matthew Shirts (Columbus, Geórgia, 1959) é um jornalista americano radicado no Brasil, formado em Ciências Sociais pela Universidade de Berkeley e em História pela Universidade de Stanford. Dedica-se à cobertura das mudanças climáticas.

## Biografia
Matthew chegou ao Brasil em 1976 como aluno de intercâmbio e fez o terceiro ano do ensino médio em Dourados, Mato Grosso do Sul. Depois, de idas e vindas ao Brasil, fixou residência em São Paulo.
No Brasil, fez sua carreira no jornalismo. Foi colunista do jornal O Estado de S. Paulo, da revista VejaSP, da rádio BandNewsFM, editou a revista Super Game Power (editora Nova Cultural) e atuou como editor-chefe da edição brasileira da revista National Geographic. e do site da ONG Planeta Sustentável. da Editora Abril.
Atualmente, dedica-se a produzir textos e documentários voltados para os temas de sustentabilidade e clima para o World Observatory of Human Affairs, e à plataforma virtual Fervuranoclima, que ajudou a criar.

## Livros publicados
- 2022 - Emergência climática: O aquecimento global, o ativismo jovem e a luta por um mundo melhor, em parceria com Greenpeace Brasil - Claro Enigma
- 2017 - Brasil Visto de Cima - Editora Brasileira
- 2016 - A feijoada completa e outras crônicas - Realejo Livros